# Tournoi de clôture du championnat d'Argentine de football 2002
Navigation
Tournoi précédent Tournoi suivant
Le tournoi de clôture de la saison 2002 du Championnat d'Argentine de football est le second tournoi semestriel de la 72e édition du championnat de première division en Argentine. Les vingt équipes sont regroupées au sein d'une poule unique où elles affrontent une fois chacun de leurs adversaires. Un classement cumulé sur les trois dernières années permet de déterminer les deux équipes reléguées à l'issue du tournoi ainsi que les deux formations engagées en barrage de promotion-relégation, mis en place à partir de cette saison.
C'est le club de River Plate qui remporte le tournoi après avoir terminé en tête du classement final, avec six points d'avance sur Gimnasia y Esgrima (La Plata) et huit sur Boca Juniors. C'est le trente-deuxième  titre de champion d'Argentine de l'histoire du club.

## Qualifications continentales
L'Argentine dispose de 4 places en Copa Libertadores. Elles reviennent aux vainqueurs des tournois Ouverture et Clôture ainsi qu'aux deux meilleures équipes du classement cumulé des deux tournois. En ce qui concerne la toute nouvelle compétition mise en place par la CONMEBOL, la Copa Sudamericana, la fédération argentine peut aligner 5 équipes qui sont les cinq premières du même classement cumulé. Comme les deux compétitions continentales sont disputées à six mois d'intervalle, un club peut donc s'engager dans les deux coupes.

## Les clubs participants
| \| Buenos Aires La Plata Rosario Santa Fe Córdoba \| Villes représentées lors de la saison 2001-2002 |
| Buenos Aires La Plata Rosario Santa Fe Córdoba                                                       |

- Talleres (Córdoba)
- Argentinos Juniors
- Gimnasia y Esgrima (La Plata)
- Rosario Central
- Unión (Santa Fe)
- Boca Juniors
- Colón (Santa Fe)
- Belgrano (Córdoba)
- Independiente
- Lanús
- Newell's Old Boys (Rosario)
- Chacarita Juniors
- Racing Club
- San Lorenzo de Almagro
- Estudiantes (La Plata)
- Huracán
- River Plate
- Vélez Sársfield
- Banfield
- Nueva Chicago

## Compétition
Le barème utilisé pour établir le classement est le suivant :
- Victoire : 3 points
- Match nul : 1 point
- Défaite : 0 point

### Classement
| Rang | Équipe                        | Pts | J  | G  | N | P  | Bp | Bc | Diff |
| ---- | ----------------------------- | --- | -- | -- | - | -- | -- | -- | ---- |
| 1    | River Plate                   | 43  | 19 | 13 | 4 | 2  | 39 | 13 | +26  |
| 2    | Gimnasia y Esgrima (La Plata) | 37  | 19 | 11 | 4 | 4  | 33 | 23 | +10  |
| 3    | Boca Juniors                  | 35  | 19 | 10 | 5 | 4  | 25 | 17 | +8   |
| 4    | Huracán                       | 30  | 19 | 9  | 3 | 7  | 27 | 14 | +13  |
| 5    | Banfield                      | 30  | 19 | 8  | 6 | 5  | 21 | 19 | +2   |
| 6    | Racing ClubT                  | 29  | 19 | 8  | 5 | 6  | 19 | 17 | +2   |
| 7    | Newell's Old Boys (Rosario)   | 28  | 19 | 8  | 4 | 7  | 26 | 25 | +1   |
| 8    | Estudiantes (La Plata)        | 26  | 19 | 7  | 6 | 6  | 34 | 27 | +7   |
| 9    | Vélez Sársfield               | 26  | 19 | 7  | 5 | 7  | 27 | 20 | +7   |
| 10   | Lanús                         | 26  | 19 | 6  | 8 | 5  | 20 | 18 | +2   |
| 11   | San Lorenzo de Almagro        | 26  | 19 | 6  | 8 | 5  | 24 | 23 | +1   |
| 12   | Colón (Santa Fe)              | 24  | 19 | 6  | 6 | 7  | 24 | 23 | +1   |
| 13   | Nueva Chicago                 | 24  | 19 | 6  | 6 | 7  | 16 | 21 | -5   |
| 14   | Chacarita Juniors             | 21  | 19 | 4  | 9 | 7  | 23 | 24 | -1   |
| 15   | Unión (Santa Fe)              | 21  | 19 | 5  | 6 | 8  | 20 | 27 | -7   |
| 16   | Rosario Central               | 20  | 19 | 5  | 5 | 9  | 20 | 26 | -6   |
| 17   | Argentinos Juniors            | 20  | 19 | 5  | 5 | 9  | 20 | 32 | -12  |
| 18   | Belgrano (Córdoba)            | 18  | 19 | 5  | 3 | 11 | 16 | 24 | -8   |
| 19   | Talleres (Córdoba)            | 17  | 19 | 5  | 2 | 12 | 14 | 31 | -17  |
| 20   | Independiente                 | 15  | 19 | 3  | 6 | 10 | 14 | 28 | -14  |

|  | Qualification directe pour la Copa Libertadores 2003 |
|  | T : Tenant du titre                                  |

### Classement cumulé
Un classement cumulé des tournois Ouverture et Clôture permet de déterminer les équipes qualifiées pour la Copa Libertadores 2003 et la Copa Sudamericana 2002.
| Rang | Équipe                        | Pts | J  | G  | N  | P  | Bp | Bc | Diff |
| ---- | ----------------------------- | --- | -- | -- | -- | -- | -- | -- | ---- |
| 1    | River PlateClo                | 84  | 38 | 25 | 9  | 4  | 90 | 29 | +61  |
| 2    | Racing ClubOuv                | 71  | 38 | 20 | 11 | 7  | 53 | 35 | +18  |
| 3    | Boca Juniors                  | 68  | 38 | 19 | 11 | 8  | 67 | 44 | +23  |
| 4    | Gimnasia y Esgrima (La Plata) | 64  | 38 | 18 | 10 | 10 | 63 | 58 | +5   |
| 5    | San Lorenzo de Almagro        | 57  | 38 | 14 | 12 | 9  | 52 | 45 | +7   |
| 6    | Colón (Santa Fe)              | 56  | 38 | 14 | 14 | 10 | 48 | 39 | +9   |
| 7    | Estudiantes (La Plata)        | 54  | 38 | 14 | 12 | 12 | 61 | 55 | +6   |
| 8    | Newell's Old Boys (Rosario)   | 51  | 38 | 14 | 9  | 15 | 53 | 53 | 0    |
| 9    | Lanús                         | 51  | 38 | 13 | 12 | 13 | 41 | 46 | -5   |
| 10   | Vélez Sarsfield               | 48  | 38 | 12 | 12 | 14 | 54 | 50 | +4   |
| 11   | Banfield                      | 48  | 38 | 12 | 12 | 14 | 37 | 43 | -6   |
| 12   | Nueva Chicago                 | 48  | 38 | 13 | 9  | 16 | 42 | 53 | -11  |
| 13   | Chacarita Juniors             | 47  | 38 | 10 | 17 | 11 | 51 | 48 | +3   |
| 14   | Argentinos Juniors            | 45  | 38 | 12 | 9  | 17 | 42 | 59 | -17  |
| 15   | Belgrano (Córdoba)            | 44  | 38 | 11 | 11 | 16 | 33 | 42 | -9   |
| 16   | Huracán                       | 44  | 38 | 12 | 8  | 18 | 49 | 63 | -14  |
| 17   | Independiente                 | 41  | 38 | 10 | 11 | 17 | 40 | 56 | -16  |
| 18   | Rosario Central               | 40  | 38 | 10 | 10 | 18 | 38 | 52 | -14  |
| 19   | Unión (Santa Fe)              | 39  | 38 | 8  | 15 | 15 | 43 | 52 | -9   |
| 20   | Talleres (Córdoba)            | 30  | 38 | 9  | 3  | 26 | 32 | 67 | -35  |

|  | Qualification directe pour la Copa Libertadores 2003 et pour la Copa Sudamericana 2002 |
|  | Qualification directe pour la Copa Sudamericana 2002                                   |
|  | Ouv : Vainqueur du tournoi d'Ouverture 2001 Clo : Vainqueur du tournoi de Clôture 2002 |

### Table de relégation
Un classement cumulé des trois dernières saisons du championnat permet de déterminer les deux équipes reléguées en Primera B et les deux qui doivent disputer un barrage de promotion-relégation. 
| Rang | Équipe                        | Pts   | J   | G | N | P | Bp | Bc | Diff |
| ---- | ----------------------------- | ----- | --- | - | - | - | -- | -- | ---- |
| 1    | River PlateClo                | 2,184 | 114 |   |   |   |    |    |      |
| 2    | Boca Juniors                  | 1,868 | 114 |   |   |   |    |    |      |
| 3    | San Lorenzo de Almagro        | 1,815 | 114 |   |   |   |    |    |      |
| 4    | Gimnasia y Esgrima (La Plata) | 1,473 | 114 |   |   |   |    |    |      |
| 5    | Vélez Sarsfield               | 1,447 | 114 |   |   |   |    |    |      |
| 6    | Colón (Santa Fe)              | 1,403 | 114 |   |   |   |    |    |      |
| 7    | Racing ClubOuv                | 1,368 | 114 |   |   |   |    |    |      |
| 8    | Newell's Old Boys (Rosario)   | 1,350 | 114 |   |   |   |    |    |      |
| 9    | Estudiantes (La Plata)        | 1,307 | 114 |   |   |   |    |    |      |
| 10   | Talleres (Córdoba)            | 1,307 | 114 |   |   |   |    |    |      |
| 11   | Huracán                       | 1,302 | 76  |   |   |   |    |    |      |
| 12   | Chacarita Juniors             | 1,298 | 114 |   |   |   |    |    |      |
| 13   | Rosario Central               | 1,289 | 114 |   |   |   |    |    |      |
| 14   | Banfield                      | 1,263 | 38  |   |   |   |    |    |      |
| 15   | Independiente                 | 1,263 | 114 |   |   |   |    |    |      |
| 16   | Nueva Chicago                 | 1,263 | 38  |   |   |   |    |    |      |
| 17   | Lanús                         | 1,245 | 114 |   |   |   |    |    |      |
| 18   | Unión (Santa Fe)              | 1,184 | 114 |   |   |   |    |    |      |
| 19   | Argentinos Juniors            | 1,114 | 114 |   |   |   |    |    |      |
| 20   | Belgrano (Córdoba)            | 1,052 | 114 |   |   |   |    |    |      |

|  | Participation au barrage de promotion-relégation                                       |
|  | Relégation directe en Primera B                                                        |
|  | Ouv : Vainqueur du tournoi d'Ouverture 2001 Clo : Vainqueur du tournoi de Clôture 2002 |

### Barrage de promotion-relégation
| Équipe 1                                         | Résultat | Équipe 2              | Aller | Retour |
| ------------------------------------------------ | -------- | --------------------- | ----- | ------ |
| Huracán (Tres Arroyos) (D2)                      | 2 - 3    | Lanús (D1)            | 1 - 2 | 1 - 1  |
| Gimnasia y Esgrima (Concepción del Uruguay) (D2) | 3 - 4    | Unión (Santa Fe) (D1) | 3 - 1 | 0 - 3  |

## Bilan de la saison
| Championnat d'Argentine de football 2002 |                                                                                           |
| Champion                                 | River Plate (32e titre)                                                                   |
| Coupes et trophées                       |                                                                                           |
| Vainqueur de la Coupe d'Argentine 2002   | Non disputée                                                                              |
| Qualifications continentales             |                                                                                           |
| Copa Libertadores 2003                   | Racing Club River Plate Boca Juniors Gimnasia y Esgrima (La Plata)                        |
| Copa Sudamericana 2002                   | River Plate Racing Club Boca Juniors Gimnasia y Esgrima (La Plata) San Lorenzo de Almagro |
| Promotions et relégations                |                                                                                           |
| Promus en Primera Division               | Olimpo (Bahía Blanca) Arsenal                                                             |
| Relégués en Primera B Nacional           | Argentinos Juniors Belgrano (Córdoba)                                                     |